# Naranjo

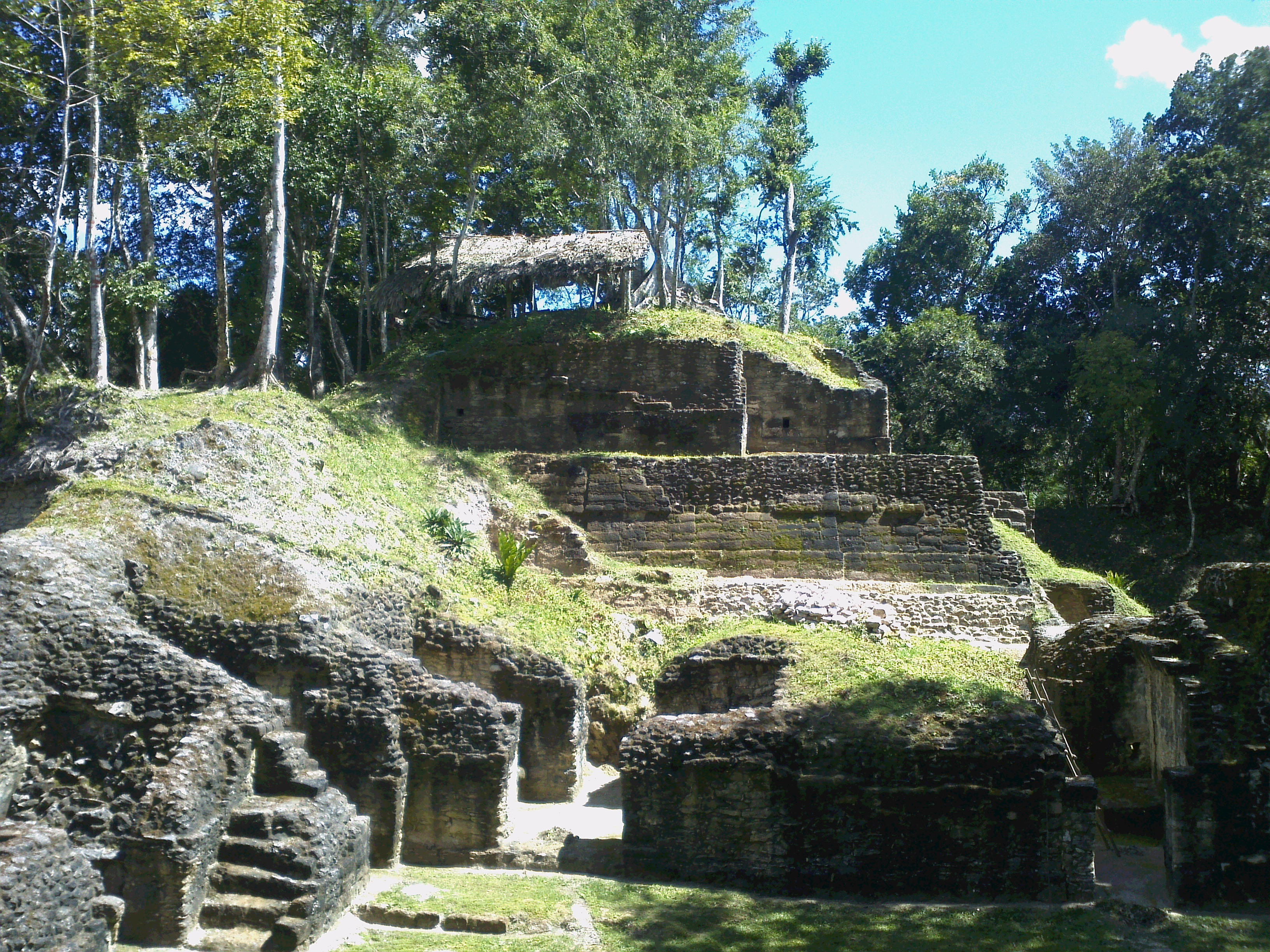
Ruiny miasta

Naranjo – prekolumbijskie stanowisko archeologiczne położone we wschodniej części departamentu Petén w Gwatemali, ok. 50 km na wschód od miasta Tikál, między rzekami Mopan i Holmul.
Jest częścią Parku Narodowego Yaxha-Nakum-Naranjo.

## Opis
Stanowisko zajmuje obszar 8 km² i jest drugim pod względem wielkości miastem Majów w Gwatemali. W centrum znajduje się 389 budynków i ponad 900 wokół niego. Ośrodek składa się z sześć kompleksów architektonicznych, dwóch boisk do gry w piłkę, piramid, pałaców, schodów hieroglificznych przy tzw. Strukturze B-18, oraz Grupy E (unikalnego kompleksu budynków cywilnych i obrzędowych, stanowiącego centralny element miasta).
Największym obiektem jest tzw. Struktura C-9, triadyczna piramida położona na szczycie wzgórza.

## Historia
Historię miasta częściowo zrekonstruowano na podstawie inskrypcji oraz badań, które wykazały, że rozwijało się ono od ok. 500 roku p.n.e. do 950 roku n.e. a szczyt osiągnęło w późnym okresie klasycznym.
Najstarszym odnotowanym wydarzeniem jest ceremonia zakończenia k’atuna 9.2.0.0.0 w 475 roku n.e. (jednego z okresów w kalendarzu Majów), któremu przewodził niewymieniony z imienia władca wspomniana na Steli 41.
Dwóch innych władców wspomnianych na naczyniach ceramicznych to Naatz Chan Ahk, panujący ok. 400 roku, oraz rządzący sto lat później K’inich Tajal Chaak.
Inskrypcja z Ołtarza 1 wymienia też Pik Chan Ahkula, przypuszczalnie ojca Aj Wosaaj Chan K’inicha, który wstąpił na tron w 546 roku jako chłopiec. Stela 25 zawiera informacje, że jego intronizacja odbyła się pod auspicjami Tuun K’ab’ Hixa, króla Kaan. Oznacza to, że w tym czasie Naranjo znajdowało się prawdopodobnie pod jego dominacją. Tekst z Ołtarza 1 odnotowuje również, że Aj Wosaaj Chan K’inich był trzydziestym piątym władcą i miał wywodzić się od mitycznego boga-założyciela miasta. Podczas swoich rządów rozwijał infrastrukturę poprzez brukowanie dróg. Panował przez co najmniej sześćdziesiąt dziewięć lat, a ostatnią wzmiankę o nim zawiera Stela 25 z 615 roku, opisująca obchody jego wstąpienia na tron.
Po śmierci władcy Naranjo uwikłało się w serię wojen. Jego następca usiłował uniezależnić się od Kaan (Calakmul), co doprowadziło do tego, że jego sojusznik Caracol dwukrotnie najechał miasto w 626 roku. Jednak Calakmul nie podjął w związku z tym żadnych działań i zdołał je odzyskać kilka lat później w 631 roku.
W 682 roku do Naranjo przybyła Wak Chanil Ajaw, aby z rozkazu swojego ojca B’alaj Chan K’awiila (władcy Dos Pilas) ustanowić nową dynastię. W ten sposób miasto miało stać się częścią sojuszu Calakmul-Dos Pilas. Chociaż nigdy oficjalnie nie została władczynią, to najprawdopodobniej pełniła rolę regentki i sprawowała władzę w imieniu swojego syna K’ahk’ Tiliw Chan Chaaka, który objął tron w 693 roku w wieku pięciu lat. Pomiędzy 693 a 698 rokiem Naranjo przeprowadziło serię co najmniej ośmiu ataków, prawdopodobnie pod przywództwem Wak Chanil Ajaw, pokonując Tikál i Ucanal. W 706 roku dorosły już K’ahk’ Tiliw Chan Chaak rozpoczął kolejną serię walk, które doprowadziły do pokonania w 710 roku Yaxha. Wak Chanil Ajaw zmarła w 741 roku, a trzy lata później Tikal pokonało Naranjo. Jego władca Yax Mayuy Chan Chaak został wzięty do niewoli i prawdopodobnie złożony w ofierze podczas obchodów zwycięstwa w Tikal. Chociaż doprowadziło to do kolejnego kryzysu politycznego, to jeden z późniejszych władców Itzamnaaj K’awiil był w stanie prowadzić skuteczne kampanie przeciwko Yaxha.
Schyłek miasta rozpoczął się około 810 roku w wyniku długotrwałej suszy oraz niepokojów politycznych. Ostatnia udokumentowana data pochodzi z 849 roku. Prawdopodobnie niedługo potem miasto zostało opuszczone.

### Grabieże i ochrona
Stanowisko zostało po raz pierwszy zmapowane i sfotografowane w 1905 roku przez niemiecko-austriackiego badacza Teoberto Malera. W 1908 roku odkopał schody hieroglificzne z tzw. Struktury B-18, których części znajdują się w Muzeum Brytyjskim w Londynie. W 1910 roku dalsze badania przeprowadzili Sylvanus G. Morley i Oliver Ricketson.
Ponieważ obszar nie był chroniony w latach 20. XX wieku wiele zabytków i rzeźb zostało skradzionych. Sytuacja pogorszyła się w latach 60. kiedy wiele dużych rzeźb zostało roztrzaskanych przez szabrowników, aby wywieźć je z kraju.
W latach 1972–1973 Departament Zabytków Przedhiszpańskich IDAEH zabrał z Naranjo 19 steli w celu ich ochrony przed szabrownikami.
Przez kilka lat od 1997 do 2001 roku teren znajdował się pod kontrolą rabusiów. W latach 2002–2004 rozpoczęto projekt oceny skali grabieży, w wyniku którego odkryto około 270 tuneli i rowów. Również w 2002 roku gwatemalskie Ministerstwo Kultury i Sportu zainicjowało projekt konserwatorski miasta, a w 2006 roku Naranjo zostało dodane do listy World Monuments Watch.

## Władcy

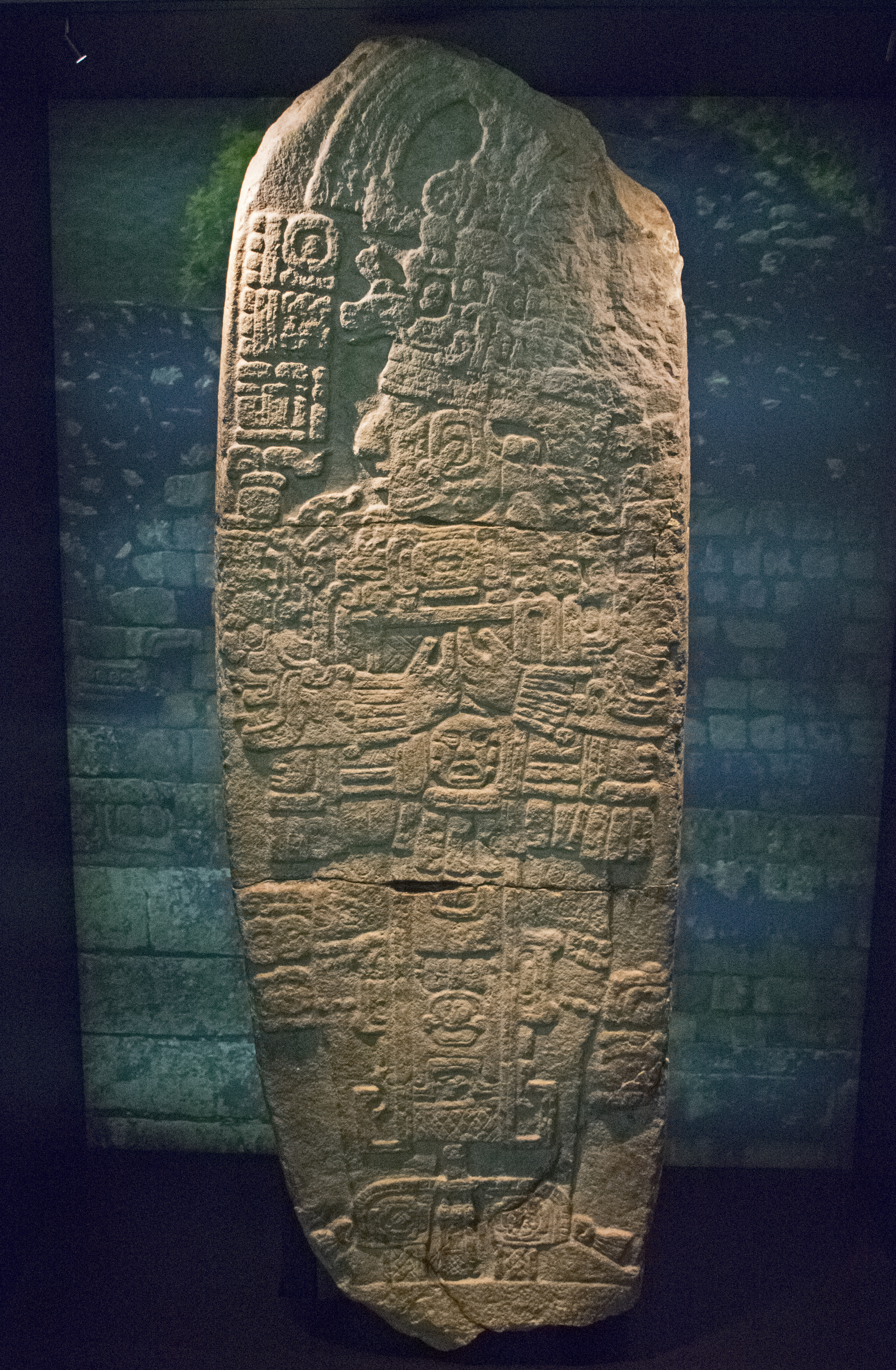
Stela 6 upamiętniająca inaugurację K’ahk’ Ukalaw Chan Chaaka

Chronologia władców Naranjo:
| Imię                       | Data panowania |
| -------------------------- | -------------- |
| Tzik’in Bahlam             | ?              |
| Naatz Chan Ahk             | ?              |
| nieznany władca            | 475            |
| K’inich Tajal Chaak        | ok. 500        |
| Aj Wosal Chan K’inich      | 546-615        |
| nieznany władca            | 626            |
| K’uxaj                     | 631            |
| K’ahk’ Xiiw Chan Chaak     | 644-680        |
| Wak Chanil Ajaw            | 682            |
| K’ahk’ Tiliw Chan Chaak    | 693-728        |
| Yax Mayuy Chan Chaak       | ?-744          |
| K’ahk’ Yipiiy Chan Chaak   | 746-?          |
| K’ahk’ Ukalaw Chan Chaak   | 755-780        |
| Bat K’awiil                | ?              |
| Itzamnaaj K’awiil          | 784-810        |
| Waxaklajuun Ub’aah K’awiil | 814-?          |